# شارع 18 (فلم)
شارع 18 فيلم مصري إنتاج عام 2007، من تأليف عمر شامة وإخراج حسام الجوهري.

## قصة الفيلم
تدور أحداث الفيلم حول جريمة قتل تحدث في شقة التي تقطن في العمارة المقابلة في شارع 18 تشاهد أية الجريمة كاملة وتصبح مهددة بأن تكون الضحية التالية.

## بطولة
| - أحمد فلوكس:أيمن - دنيا سمير غانم:آية - ميس حمدان:راوية - أشرف مصيلحي:هشام | - محمد ظاظا:توفيق - عمر حسن يوسف:صلاح - سامي العدل:ممدوح - سامح الصريطي:مصطفى البحيري | - سلمى غريب:عمة آية - فيفي السباعي:والدة أيمن سامية علوي - مصطفى يونس:مروان - نادية العراقية:شريفة |

## روابط خارجية
- مقالات تستعمل روابط فنية بلا صلة مع ويكي بيانات